# トルナーレ日本橋浜町
トルナーレ日本橋浜町（トルナーレにほんばしはまちょう） は、東京都中央区日本橋浜町三丁目に「日本橋浜町三丁目西部地区市街地再開発組合」が整備した超高層ビルを中心とする施設群。共同住宅棟・オフィス棟・低層棟のテナントゾーンおよび建て替えられた神社などからなる。
2006年照明普及賞 優秀施設賞を受賞。

## 概要
老朽化し建て込んだいた街の地域環境の改善と防災性の向上を図りつつ、土地の有効利用と計画的な地域整備を目指し、100名を超える地権者が
再開発組合を発足させ、47階建ての高層住宅と18階の高層オフィスおよび低層1・2階部分にショピング・ファクトリー・ビジネス・ヒーリングの各エリアと地域の町内会が集う神社、集会所等の整備に取り組んだ。
再開発にあたっては従来あった8つの街区を統合して、新大橋通と清洲橋通の交差点に面した大規模な1つの街区にまとめ、既存の道路を敷地外周に緑道として付け替えながら足元周りに地域に開放された緑豊かな公開空地を形成した。公開空地では週末などにはフリーマーケットが開催されるなど、地域の賑わいの創出にも役立てられている。
都心部ではあるが、定住人口の維持・拡大をめざす中央区の方針なども踏まえて、587戸のマンションという居住機能が多くを占める形で建設されたほか、保育所も地区内に整備するなど、居住し続けられる環境整備を意識している。また、周辺にあるビルと共に隅田川の熱を利用した地域熱供給事業に参画し、省エネルギー化を図っている。
「トルナーレ日本橋浜町」は、再開発後の住民の再会を願って、イタリア語で「お帰りなさい」を意味する「トルナーレ」から命名された名称である。

## 施設構成

### トルナーレタワー
地下2階・地上47階建て、総戸数587戸の集合住宅である。センターコア形式を採用し、コア部分をCFT柱によるS造、外壁はRC造のハイブリッド構造とし、日常の居住空間の揺れや、地震時に対し、バランス良く対応する構造形式を実現している。また8層ごとに応力分担の高い階（竹の節）を持つ構造形式を採用し、梁のない居住空間も構築した。それによって将来の間仕切り変更可能に対応するSI住宅としての高い更新性も可能とした。加えて8層おきの強化フレームに併せ、7、15、23、31、39階には空中テラスを用意したほか、46階にはスカイラウンジも配置した。
住戸の内、369戸は都市再生機構（UR）の高額賃貸住宅として貸し出されていたが、運営事業者募集による競争入札の結果、「トルナーレ日本橋浜町・リガーレ日本橋人形町賃貸住宅団地運営事業共同体（代表者東急住宅リース）」が落札者に決まり、2019年2月1日から管理・運営を行っている（2029年1月末までの契約）。

### トルナーレオフィス
日本橋浜町は旧安田財閥の創始者、安田善次郎が土地を購入。安田不動産は前身の安田保善社の時代から同町で貸地業を営み、清洲橋通りを挟んで左側に先行して開発した日本橋Fタワー（1997年竣工）、南側の日本橋安田スカイゲート（2003年竣工）、に続き、地上18階 地下2階のトルナーレオフィスを開発した。
建物の足元は、高さ8mのピロティにより透明感のある構成とし、商業施設へ来訪者を導き入れるゲートとして機能するほか、公開空地への空間的な連続性を高めている。基準階は住宅棟にオフィスコア部分を対面させプライバシーに配慮しながら、執務空間は幅58m奥行き16mの連続無柱空間の大部屋を実現。テナント2分割貸しにも対応可能とした。

#### 主な入居企業
- クレハ本社
- エンカレッジ・テクノロジ本社

### 低層棟
商業、作業所、事務所からなる地権者の運営するテナントゾーン。核テナントとしてピーコックストア日本橋浜町店が営業し、クリニック、保育園なども入る。

### 浜町神社
稲荷大神を祀り地元の守り神としてこの地に鎮座してきたが、再開発に組合員として参加。低層棟に社務所が置かれ、それとは別に独立した社殿や鳥居が敷地内に再建され、下町らしさを感じさせる雰囲気を作り出している。

## トルナーレ日本橋浜町商店会
再開発資金の出資者で再開発後のビルの大半を所有するデベロッパーではなく、開発前からの業者が中心になって商店会を結成し、商業施設部分を管理･運営している。
その為、再開発以前からこの地にあった店舗が引き続き入居し営業しているケースも多く、超高層ビルの近代的な姿の中にも下町的な雰囲気の店舗構成と運営がなされている。

## 平成18年度まちづくり功労者
再開発の施行によって防災性向上および土地利用の高度化が行われ、快適な住環境ならびに公益施設の整備から、課題であった定住人口の確保に寄与し、にぎわいの維持･拡大に貢献したとして、国土交通省から日本橋浜町三丁目西部地区市街地再開発組合が「平成18年度まちづくり功労者」として表彰されている。

## 交通アクセス
鉄道
- 東京メトロ半蔵門線水天宮前駅徒歩5分
- 東京メトロ日比谷線人形町駅徒歩7分
- 都営浅草線人形町駅徒歩8分
- 都営新宿線浜町駅徒歩6分

路線バス
- 都営バス「浜町中の橋」停留所
  - 錦11系統（亀戸駅 - 森下駅 - 水天宮 - 築地駅）
  - 秋26系統（秋葉原駅 - 清澄白河駅 - 境川 - 葛西駅)
- 中央区コミュニティバス（江戸バス）「浜町三丁目」停留所
  - 北循環（中央区役所 - 東京駅 - 馬喰横山駅 - 中央区役所）
- メトロリンク日本橋Eライン「浜町三丁目トルナーレ前」停留所
  - （東京駅八重洲口 - 浜町二丁目明治座前  - 東京シティエアターミナル - 東京駅八重洲口）